# Via di Antonino
La Via degli Elvi, nota anche come Via di Antonino, poiché costruita sotto il regno di Antonino Pio nel 145 d.c, si estende lungo la riva destra del fiume Rodano. Si collega anche al sistema viario della Via Agrippa, che lo costeggia sulla sponda sinistra.

## La via sulla riva destra del Rodano
Questa strada collegava Valentia (Valence) con Nemausus (Nîmes) passando per Alba, capitale degli Elvi. Il termine Voie des Helviens si riferisce al percorso situato nel territorio degli Helviens, tra Baix e Barjac. L'unico tratto che è stato registrato è di circa 74 chilometri; in effetti, la delimitazione fu effettuata e finanziata dagli Elvi nella parte che attraversava il loro territorio, cosa che i Segovellaunes (a nord) e gli Arecomi Volques (a sud) non fecero. Delle circa cinquanta pietre miliari che contava la direttrice degli Elvi, dodici sono pervenute fino a noi mentre altre sei sono andate perdute ma sono presenti in alcuni documenti storici  .
La pietra miliare più settentrionale rinvenuta si trovava nel comune di Cruas. La sua ubicazione originaria non è nota, si sa solo che era situata vicino al confine con il comune di Baix, sul quale doveva correre il limite nord-orientale del territorio degli Elvi, sulla confluenza del Rodano e del Payre . La pietra miliare più meridionale rinvenuta era situata nel comune di Barjac, 2 km a nord del villaggio e ciò dimostra che il confine tra Elvi e Volchi Arecomici si trovava poco più a sud dell'attuale limite tra l'Ardèche e il Gard. Questa pietra miliare è conservata al Museo Archeologico di Nîmes.
Il percorso della via era il seguente:

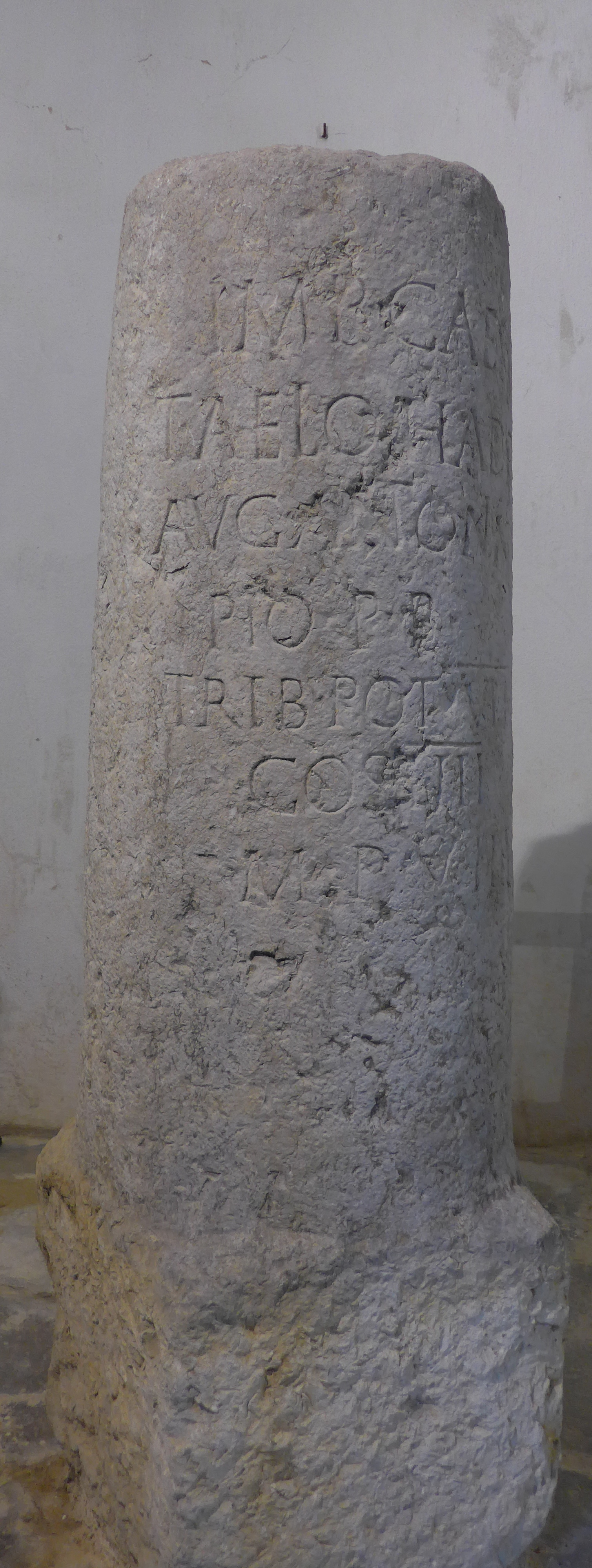
Pietra miliare di Rochemaure.

*Parte settentrionale da Baix ad Alba: il percorso corre lungo la valle del Rodano, sulla riva destra, passando per Cruas, Meysse, Rochemaure e Le Teil, dove venne trovata la pietra miliare di Mélas. La strada si dirama poi verso ovest, risalendo il vallone di Frayol e costeggiando l'altopiano di Coiron per giungere successivamente ad Alba.
*Parte centrale da Alba a Saint-Germain: il percorso costeggia il Coiron risalendo il vallone dell'Escoutay, attraversa il Claduègne a Saint-Jean-le-Centenier, prosegue verso ovest e raggiunge la cresta della colata vulcanica delle Coste Raste. Poi si dirama verso sud per raggiungere il vallone di Auzon, che attraversa con un ponte di cui rimangono i ruderi. A Saint-Germain si trovava l'incrocio con la Voie du Massif-Central che saliva verso il territorio dei Vellaves via Aubenas.
*Parte sud di Saint-Germain a Barjac: il percorso comprende la valle di Auzon via Sauveplantade e raggiunge la valle dell'Ardèche a Saint-Maurice-d'Ardèche. Attraversa Pradons e Ruoms, molto vicino all'attuale D579. A valle, il percorso prende un tragitto diretto attraverso la Grande Loubière e passa l'Ardèche dal guado di Chauvieux, situato un chilometro a monte del ponte Vallon-Pont-d'Arc. Attraversa poi ad ovest di Salavas, dove sono visibili in località Le Gleizasse (le chiese), ruderi di chiese con diverse lapidi all'interno e resti di un oratorio. Il percorso scende anche a sud attraverso il Monastier dove si trovano rovine gallo-romane ed un monastero. Si unisce infine all'attuale D579 un chilometro a nord di Vagnas. Il suo percorso rettilineo è stato ripreso dalla strada attuale fino a Barjac. Si ricorda che si trovano pietre miliari anche a Salavas (2) e a Vagnas.